# Glashütter Wiesen
Koordinaten: 49° 56′ 10″ N, 7° 37′ 54″ O

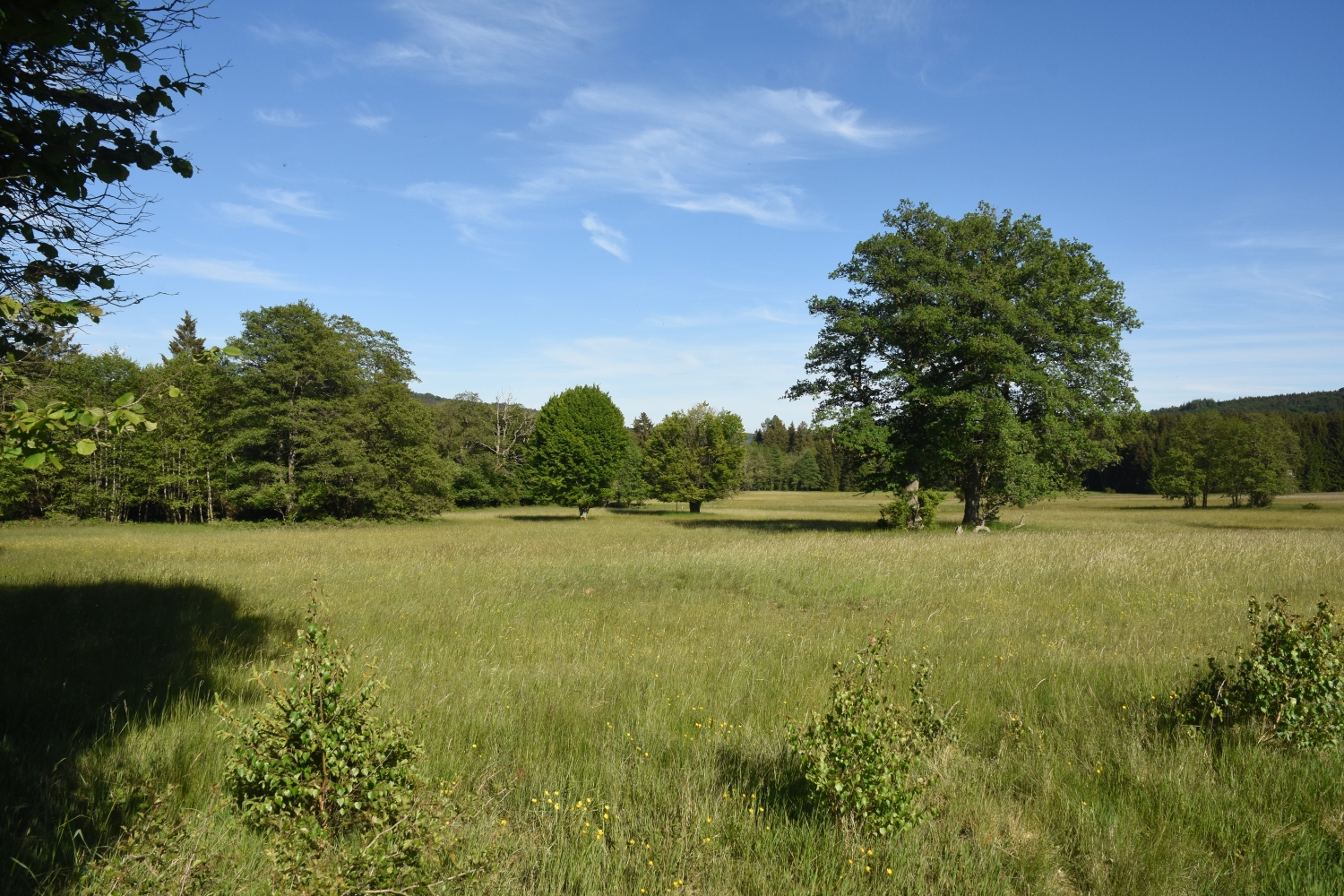
NSG Glashütter Wiesen mit Hute-Bäumen

Das Naturschutzgebiet Glashütter Wiesen liegt im Landkreis Bad Kreuznach und im Rhein-Hunsrück-Kreis in Rheinland-Pfalz.
Das etwa 45 ha große Gebiet, das im Jahr 1984 unter Naturschutz gestellt wurde, erstreckt sich südöstlich der Ortsgemeinde Argenthal. Am östlichen Rand des Gebietes, durch das der Gräfenbach fließt, verläuft die Landesstraße L 239.
Schutzzweck ist die Erhaltung des Feuchtgebietes als Lebensraum seltener in ihrem Bestande bedrohter wildwachsender Pflanzen und Pflanzengesellschaften.